# Чемпіонат Європи з футболу 1980

## Кваліфікація
Докладніше див. Чемпіонат Європи з футболу 1980 (кваліфікаційний раунд).

## Груповий етап

### Група A

Грецький футболіст Йоргос Фойрос у грі проти Нідерландів

|                |   |   |   |   |    |    |   |
| Команда        | І | В | Н | П | МЗ | МП | О |
| ФРН            | 3 | 2 | 1 | 0 | 4  | 2  | 5 |
| Чехословаччина | 3 | 1 | 1 | 1 | 4  | 3  | 3 |
| Нідерланди     | 3 | 1 | 1 | 1 | 4  | 4  | 3 |
| Греція         | 3 | 0 | 1 | 2 | 1  | 4  | 1 |
|                |   |   |   |   |    |    |   |

| Результати           |                  |                |           |                |
| Дата                 | Місце проведення |                | Результат |                |
| 11 червня 1980 17:45 | Рим              | Чехословаччина | 0:1       | ФРН            |
| 11 червня 1980 20:30 | Неаполь          | Нідерланди     | 1:0       | Греція         |
| 14 червня 1980 17:45 | Неаполь          | ФРН            | 3:2       | Нідерланди     |
| 14 червня 1980 20:30 | Рим              | Греція         | 1:3       | Чехословаччина |
| 17 червня 1980 17:45 | Мілан            | Нідерланди     | 1:1       | Чехословаччина |
| 17 червня 1980 20:30 | Турин            | Греція         | 0:0       | ФРН            |
|                      |                  |                |           |                |

### Група B
|         |   |   |   |   |    |    |   |
| Команда | І | В | Н | П | МЗ | МП | О |
| Бельгія | 3 | 1 | 2 | 0 | 3  | 2  | 4 |
| Італія  | 3 | 1 | 2 | 0 | 1  | 0  | 4 |
| Англія  | 3 | 1 | 1 | 1 | 3  | 3  | 3 |
| Іспанія | 3 | 0 | 1 | 2 | 2  | 4  | 1 |
|         |   |   |   |   |    |    |   |

| Результати           |                  |         |           |         |
| Дата                 | Місце проведення |         | Результат |         |
| 12 червня 1980 17:45 | Турин            | Бельгія | 1:1       | Англія  |
| 12 червня 1980 20:30 | Мілан            | Іспанія | 0:0       | Італія  |
| 15 червня 1980 17:45 | Мілан            | Бельгія | 2:1       | Іспанія |
| 15 червня 1980 20:30 | Турин            | Англія  | 0:1       | Італія  |
| 18 червня 1980 17:45 | Неаполь          | Іспанія | 1:2       | Англія  |
| 18 червня 1980 20:30 | Рим              | Італія  | 0:0       | Бельгія |
|                      |                  |         |           |         |

## Плей-оф
На цьому чемпіонаті ще не було справжніх матчів плей-оф; команди, що посіли перші місця в групах, відразу потрапляли до фіналу, а команди, що здобули в групах другі місця, розігрували між собою третє місце.

## Матч за третє місце
| Результати           |                  |        |                   |                |
| Дата                 | Місце проведення |        | Результат         |                |
| 21 червня 1980 20:30 | Неаполь          | Італія | 1:1 п. пен. (8:9) | Чехословаччина |
|                      |                  |        |                   |                |

## Фінал
| Результати           |                  |     |           |         |
| Дата                 | Місце проведення |     | Результат |         |
| 22 червня 1980 20:30 | Рим              | ФРН | 2:1       | Бельгія |
|                      |                  |     |           |         |

| Чемпіон Європи 1980 Федеративна Республіка Німеччина (вдруге) |

## Бомбардири
| 3 голи - Клаус Аллофс 2 голи - Хорст Хрубеш - Зденек Негода - Кеес Кіст 1 гол - Ян Келеманс - Жюльєн Коолс - Ерік Геретс - Рене Вандерейкен - Ладіслав Юркемік - Антонін Паненка | 1 гол (продовження) - Ладіслав Візек - Тревор Брукінг - Рей Вілкінс - Тоні Вудкок - Карл-Хайнц Румменігге - Нікос Анастопулос - Франческо Граціані - Марко Тарделлі - Джонні Реп - Віллі Ван Де Керкгоф - Дані - Кіні |

### Найшвидший гол
Антонін Паненка: шоста хвилина в матчі Чехословаччина — Греція.